# Canadian County
Das Canadian County ist ein County im US-Bundesstaat Oklahoma. Das U.S. Census Bureau hat bei der Volkszählung 2020 eine Einwohnerzahl von 154.405 ermittelt. Der Verwaltungssitz (County Seat) ist El Reno, das nach Jesse Lee Reno benannt wurde, einem General der im Amerikanischen Bürgerkrieg getötet wurde.
Das Canadian County ist Bestandteil der Metropolregion Greater Oklahoma City.

## Geographie
Das County liegt etwas westlich des geografischen Zentrums von Oklahoma und hat eine Fläche von 2.344 Quadratkilometern, wovon 14 Quadratkilometer Wasserfläche sind. Es grenzt an folgende Countys:
| Blaine County | Kingfisher County |                  |
|               |                   | Oklahoma County  |
| Caddo County  | Grady County      | Cleveland County |

## Geschichte
Das Canadian County wurde am 2. Mai 1890 als Original-County aus den Unassigned Lands gebildet und hatte ursprünglich die Bezeichnung County Nr. 4. Benannt wurde es nach dem Canadian River, der durch das County fließt. Besiedelt wurde das County durch weiße Siedler während der ersten offiziellen Land-Besitznahme (Oklahoma Land Run) vom 22. April 1889. In diesem Gebiet fand auch 1875 der letzte große Kampf in Oklahoma zwischen Cheyenne, Arapaho und der US-Armee statt.

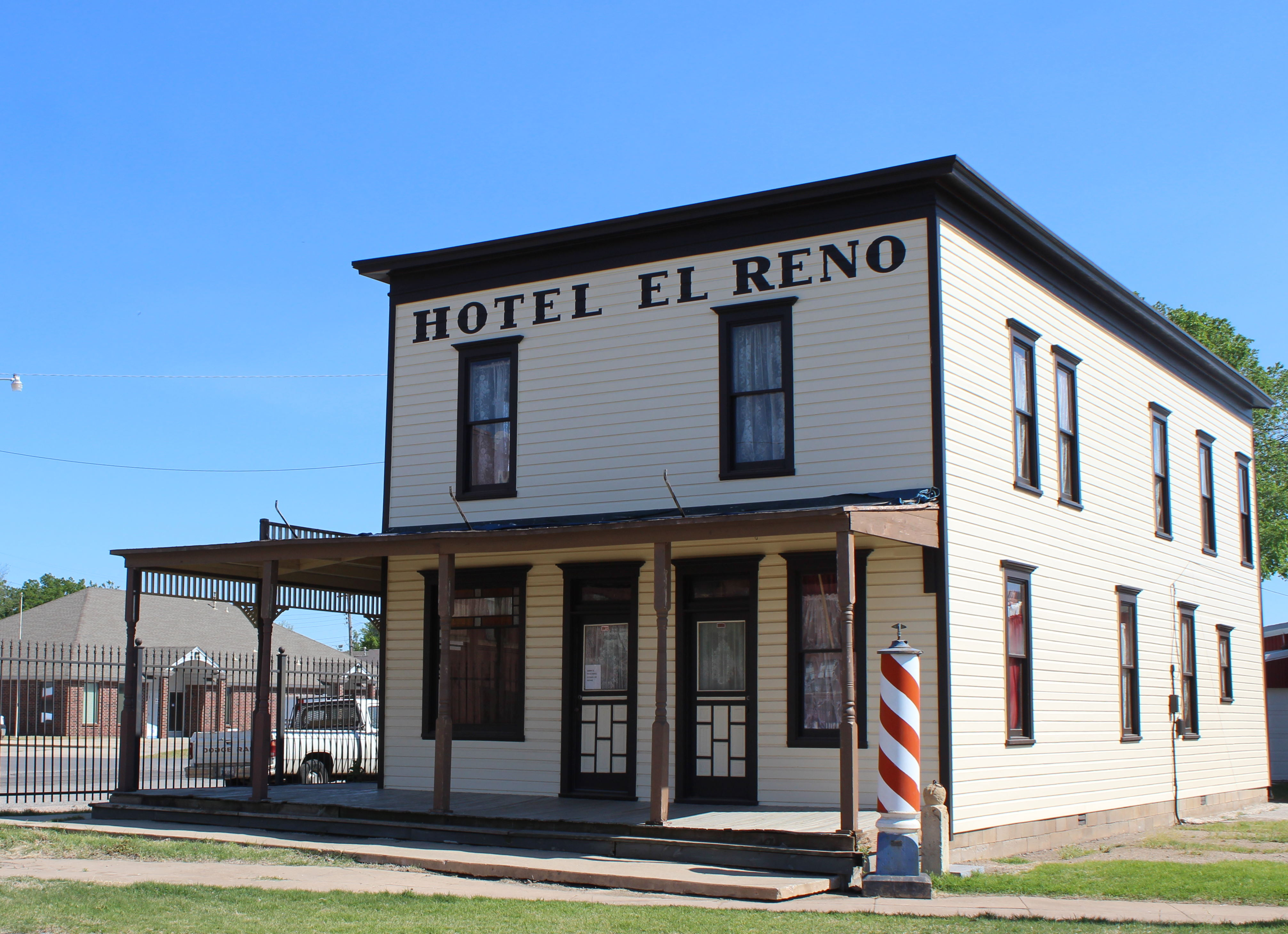
Das El Reno Hotel ist einer von 24 Einträgen des Countys im NRHP.

24 Bauwerke und Stätten des Countys sind im National Register of Historic Places (NRHP) eingetragen (Stand 22. Mai 2018).

## Demografische Daten

Alterspyramide des Canadian County

Nach der Volkszählung im Jahr 2000 lebten im Canadian County 87.697 Menschen in 31.484 Haushalten und 24.431 Familien. Die Bevölkerungsdichte betrug 38 Einwohner pro Quadratkilometer. Ethnisch betrachtet setzte sich die Bevölkerung zusammen aus 87,01 Prozent Weißen, 2,16 Prozent Afroamerikanern, 4,27 Prozent amerikanischen Ureinwohnern, 2,45 Prozent Asiaten, 0,05 Prozent Bewohnern aus dem pazifischen Inselraum und 1,35 Prozent aus anderen ethnischen Gruppen; 2,72 Prozent stammten von zwei oder mehr Ethnien ab. 3,86 Prozent der Bevölkerung waren spanischer oder lateinamerikanischer Abstammung, die verschiedenen der genannten Gruppen angehörten.
Von den 31.484 Haushalten hatten 39,8 Prozent Kinder unter 18 Jahre, die im Haushalt lebten. 64,3 Prozent waren verheiratete, zusammenlebende Paare, 9,7 Prozent waren allein erziehende Mütter. 22,4 Prozent waren keine Familien, 19,2 Prozent waren Singlehaushalte und in 7,1 Prozent der Haushalte lebten Menschen im Alter von 65 Jahren oder darüber. Die durchschnittliche Haushaltsgröße lag bei 2,71 und die durchschnittliche Familiengröße bei 3,10 Personen.
28,0 Prozent der Bevölkerung waren unter 18 Jahre alt, 8,2 Prozent zwischen 18 und 24, 30,7 Prozent zwischen 25 und 44, 23,5 Prozent zwischen 45 und 64 und 9,5 Prozent waren 65 Jahre oder älter. Das Durchschnittsalter betrug 35 Jahre. Auf 100 weibliche kamen statistisch 99,4 männliche Personen. Auf 100 Frauen im Alter von 18 Jahren oder darüber kamen 97,7 Männer.

Das jährliche Durchschnittseinkommen eines Haushalts betrug 45.439 USD und das durchschnittliche Einkommen einer Familie betrug 51.180 USD. Männer hatten ein durchschnittliches Einkommen von 35.944 USD gegenüber den Frauen mit 24.631 USD. Das Prokopfeinkommen betrug 19.691 USD. 5,8 Prozent der Familien und 7,9 Prozent der Bevölkerung lebten unterhalb der Armutsgrenze.

## Städte und Gemeinden
| Citys - El Reno - Geary1 - Mustang | - Oklahoma City2 - Piedmont3 - Yukon | Towns - Calumet - Okarche3 - Union City |

Unincorporated Communitys
| - Banner - Cedar Lake - Concho - Karns | - Niles - Powers - Richland - Scott4 |

1 – teilweise im Blaine County

2 – überwiegend im Oklahoma County, teilweise auch im Cleveland und im Pottawatomie County

3 – teilweise im Kingfisher County

4 – teilweise im Caddo County